# Padillothorus elegans
Padillothorus elegans Prószynski, 2018 è un ragno appartenente alla famiglia Salticidae.
È l'unica specie nota del genere Padillothorus.

## Distribuzione
Gli esemplari di questa specie sono stati rinvenuti in Indonesia (Sumatra).

## Tassonomia
Per la descrizione delle caratteristiche di questo genere sono stati esaminati gli esemplari tipo di Padillithorax elegans Reimoser, 1927b.
Dal 2018 non sono stati esaminati altri esemplari, né sono state descritte sottospecie al 2022.